# Rudolph Anders
Pour les articles homonymes, voir Robert Davis (homonymie), Davis et Anders.
Rudolph (ou Rudolf) Amendt — né le 17 décembre 1895 à Waldkirch (Bade-Wurtemberg ; alors dans l'Empire allemand), mort le 27 mars 1987 à Los Angeles (quartier de Woodland Hills) — est un acteur américain d'origine allemande, connu aux États-Unis sous les noms de scène de Rudolph Anders et Robert Davis (ou Robert O. Davis).

## Biographie
Installé définitivement aux États-Unis à l'avènement du nazisme en 1933, il joue notamment au théâtre à Broadway (New York) dès 1914, puis entre 1926 et 1943, dans sept pièces (dont Pile ou Face de Louis Verneuil en 1926, avec Fay Bainter et George F. Marion), deux comédies musicales, une opérette et une revue.
Au cinéma, hormis deux films allemands sortis en 1930 et 1932, il contribue à quatre-vingt-huit films américains, les trois premiers sortis en 1933.
Mentionnons L'Espionne Fräulein Doktor de Sam Wood (1934, avec Myrna Loy et George Brent), Quand le jour viendra d'Herman Shumlin (1943, avec Bette Davis et Paul Lukas), Le Secret magnifique de Douglas Sirk (1954, avec Jane Wyman et Rock Hudson), Pas de lauriers pour les tueurs de Mark Robson (1963, avec Paul Newman et Elke Sommer) et 36 heures avant le débarquement (avec James Garner et Eva Marie Saint), son dernier film sorti en 1965.
À la télévision, il apparaît dans vingt-huit séries américaines de 1952 à 1968, dont Les Aventures de Superman (deux épisodes, 1952-1954), Alfred Hitchcock présente (un épisode, 1956) et Des agents très spéciaux (un épisode, 1967).

## Théâtre à Broadway (intégrale)
(pièces, sauf mention contraire)
- 1914 : Yosemite de Charles A. Taylor
- 1926 : Pile ou Face (First Love) de Louis Verneuil, adaptation de Zoe Akins, mise en scène de George F. Marion : Julien
- 1927 : Enchanted Isle, comédie musicale, musique, lyrics et livret d'Ida Hoyt Chamberlain : un membre de la troupe
- 1928 : Chee-Chee, comédie musicale, musique de Richard Rodgers (orchestrée par Roy Webb), lyrics de Lorenz Hart, livret de Lew M. Fields : un membre de la troupe
- 1928 : Redemption, adaptation par August Scholz de la nouvelle Le Cadavre vivant (The Living Corpse) de Léon Tolstoï : Afremoff / Pyotushkoff
- 1929 : Music in May, opérette, musique d'Emile Berte et Maury Rubens, livret original d'Heinz Merley et Kurt Breuer adapté par Fanny Todd Mitchell, mise en scène de Stanley Logan et Lou Morton : un membre de la troupe
- 1930 : Kith and Kin de Wallace A. Manheimer : Cy
- 1933 : Yoshe le fou (Yoshe Kalb), adaptation par Maurice Schwartz et Fritz Blocki du roman éponyme d'Israel Joshua Singer, mise en scène de Maurice Schwartz : le mendiant aveugle
- 1940-1941 : Meet the People, revue, musique de Jay Gorney, lyrics d'Henry Myers et Edward Eliscu, livret de divers auteurs : un membre de la troupe
- 1942-1943 : Gens de Russie (The Russian People) de Constantin Simonov, adaptation de Clifford Odets : Rosenberg
- 1943 : Contre-attaque (Counterattack), adaptation par Janet et Philip Stevenson de la pièce Pobyeda d'Ilya Vershinin et Mikhaïl Ruderman : Ernemann

## Filmographie partielle

### Cinéma
(films américains)
- 1934 : L'Espionne Fräulein Doktor (Stamboul Quest) de Sam Wood : Karl
- 1935 : Taro le païen (Last of the Pagans) de Richard Thorpe : l'assistant du directeur de la mine
- 1936 : La Flèche d'or (The Golden Arrow) d'Alfred E. Green : Lord Max
- 1937 : Champagne valse (Champagne Waltz) d'A. Edward Sutherland : l'empereur François-Joseph
- 1939 : Pack Up Your Troubles de H. Bruce Humberstone : Von Richtman
- 1939 : Agent double (Espionage Agent) de Lloyd Bacon : Paul Strawn
- 1939 : Les Aveux d'un espion nazi (Confessions of a Nazy Spy) de Anatole Litvak : le capitaine Straubel
- 1940 : La Tempête qui tue (The Mortal Storm) de Frank Borzage : l'agent de la Gestapo Hartman
- 1940 : Éveille-toi mon amour (Arise, my love) de Mitchell Leisen : l'officier prussien
- 1940 : Le Dictateur (The Great Dictator) de Charlie Chaplin : un commandant tomenien en Österlich
- 1941 : Shining Victory d'Irving Rapper : un officier de police

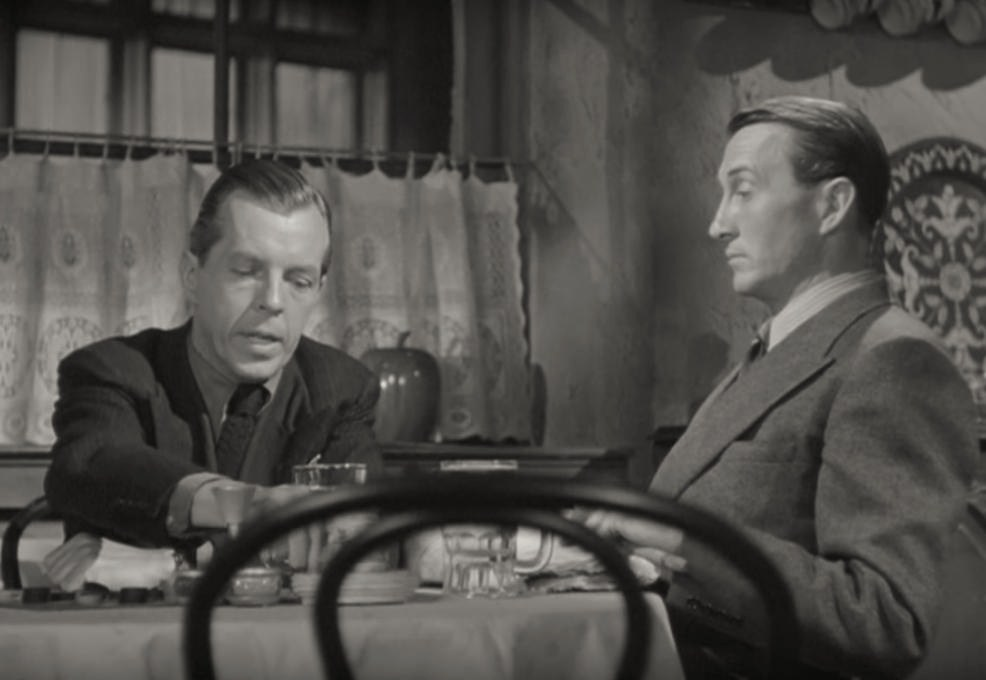
Avec Paul Fix (à d.), dans Sherlock Holmes et l'Arme secrète (1943).

- 1942 : La Voix de la terreur (Sherlock Holmes and the Voice of Terror) de John Rawlins : Schieler, l'agent nazi à l'église
- 1942 : Spy Smasher de William Witney : Colonel Von Kohr
- 1942 : Jeux dangereux (To Be or Not to Be) d'Ernst Lubitsch : un sergent de la Gestapo à l'hôtel
- 1942 : L'Escadrille des aigles (Eagle Squadron) d'Arthur Lubin : un chef d'escadrille allemand
- 1942 : The Great Impersonation de John Rawlins : Karl Hofmann
- 1942 : Sabotage à Berlin (Desperate Journey) de Raoul Walsh : Kruse
- 1943 : Sherlock Holmes et l'Arme secrète (Sherlock Holmes and the Secret Weapon) de Roy William Neill : l'agent de la Gestapo Braun
- 1943 : The Strange Death of Adolf Hitler de James P. Hogan :
- 1943 : Quand le jour viendra (Watch on the Rhine) d'Herman Shumlin : Oberdorff
- 1946 : Dangerous Millions de James Tinling
- 1953 : Le Bagarreur du Pacifique (South Sea Woman) d'Arthur Lubin : le capitaine von Dorck
- 1953 : Le Fantôme de l'espace de W. Lee Wilder : Dr. Wyatt
- 1954 : Richard Cœur de Lion (King Richard and the Crusaders) de David Butler : un chevalier autrichien
- 1954 : Le Secret magnifique (Magnificent Obsession) de Douglas Sirk : Dr Albert Fuss
- 1954 : Une étoile est née (A Star Is Born) de George Cukor : M. Ettinger
- 1958 : Femmes démon (She Demons) de Richard E. Cunha : le colonel Karl Osler
- 1959 : Les Déchaînés (A Private's Affair) de Raoul Walsh : Dr Leyden
- 1961 : La Doublure du général (On the Double) de Melville Shavelson : Oberkommandant
- 1962 : Le Pigeon qui sauva Rome (The Pigeon That Took Rome) de Melville Shavelson : le colonel Krafft
- 1963 : Pas de lauriers pour les tueurs (The Prize) de Mark Robson : M. Rolfe Bergh
- 1964 : 36 Heures avant le débarquement (36 Hours) de George Seaton : Dr Winterstein

### Télévision
(séries américaines)

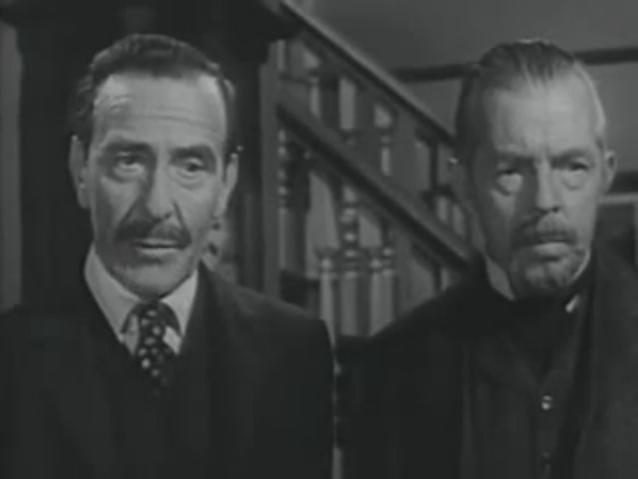
Avec John Wengraf (à g.), dans la série One Step Beyond, épisode The Explorer (1960)

- 1952-1954 : Les Aventures de Superman (Adventures of Superman)
  - Saison 1, épisode 15 Double Trouble (1952) de Thomas Carr : Dr Rudolf Albrecht
  - Saison 2, épisode 23 Lady in Black (1954) de Thomas Carr : Glasses
- 1956 : Alfred Hitchcock présente (Alfred Hitchcock Presents)
  - Saison 1, épisode 35 The Legacy de James Neilson : un client du café
- 1959-1960 : One Step Beyond (Alcoa Presents: One Step Beyond)
  - Saison 2, épisode 10 Reunion (1959 - voix du présentateur de la radio allemande) de John Newland, épisode 22 The Lovers (1960 - Josef) de John Newland et épisode 26 The Explorer (1960 - Dr Heinrick Swansen) de John Newland
- 1960 : 77 Sunset Strip
  - Saison 2, épisode 32 Spark of Freedom de Charles F. Haas : Joszef Jaszi
- 1967 : Des agents très spéciaux (The Man from U.N.C.L.E.)
  - Saison 4, épisode 11 L'Affaire Gurnius (The Gurnius Affair) de Barry Shear : le major Hartman
- 1968 : Commando Garrison (Garrison's Gorillas)
  - Saison unique, épisode 20 The Big Lie : le Feldmarschall Hauser